# اللجنة البارالمبية الآسيوية
اللجنة البارالمبية الآسيوية (اختصارًا: APC) هي منظمة مقرها الإمارات العربية المتحدة. وتضم في عضويتها 45 لجنة بارالمبية وطنية من قارة آسيا. تنظِّم الألعاب البارالمبية الآسيوية وهي تابعة للجنة البارالمبية الدولية.

## التاريخ
تأسست اللجنة البارالمبية الآسيوية في 30 أكتوبر 2002 خلال ألعاب فيسبيك لعام 2002 في بوسان، كوريا الجنوبية باعتبارها المجلس البارالمبي الآسيوي، بعد اقتراح قدمته اللجنة البارالمبية الوطنية الماليزية في الجمعية العامة للجنة البارالمبية الدولية عام 1999. كانت تتكون في البداية من ثلاث مناطق فرعية وهي شرق آسيا وجنوب آسيا وجنوب شرق آسيا. وفي أبريل 2004، قررت اللجنة البارالمبية الدولية أن تشمل مسؤوليات المجلس منطقتي وسط وغرب آسيا لتتماشى مع الهيكل المعتمد من قبل اللجنة الأولمبية الدولية. ووقعت اتفاقية في 16 مايو 2004 لدمج المجلس البارالمبي الآسيوي مع اتحاد فيسبيك. ولم تُعرف المنظمة باسمها الحالي إلا في 28 نوفمبر 2006 عندما أصبح الدمج نافذًا.

## الدول الأعضاء
في الجدول التالي، يُذكر أيضًا السنة التي اعترفت فيها اللجنة البارالمبية الدولية (IPC) باللجنة البارالمبية الوطنية (NPC) إذا كانت سنة الاعتراف بها مختلفة عن السنة التي تأسست فيها اللجنة البارالمبية الوطنية.
| الدولة/المنطقة           | الرمز | لجنة بارالمبية وطنية                                                            | التأسيس | المرجع. |
| ------------------------ | ----- | ------------------------------------------------------------------------------- | ------- | ------- |
| أفغانستان                | AFG   | اللجنة البارالمبية الأفغانستانية                                                |         | [ 3 ]   |
| البحرين                  | BRN   | الاتحاد الرياضي البحريني لذي الاحتياجات الخاصة - اللجنة البارالمبية البحرينية   |         | [ 3 ]   |
| بنغلاديش                 | BAN   | اللجنة البارالمبية الوطنية لبنغلاديش                                            | غير نشط | [ 3 ]   |
| بوتان                    | BHU   | اللجنة البارالمبية لبوتان [الإنجليزية]                                          | 2017    | [ 3 ]   |
| بروناي                   | BRU   | المجلس البارالمبي في بروناي دار السلام                                          |         | [ 3 ]   |
| كمبوديا                  | CAM   | اللجنة البارالمبية الوطنية الكولومبية                                           |         | [ 3 ]   |
| الصين                    | CHN   | اللجنة البارالمبية الوطنية الصينية                                              |         | [ 3 ]   |
| تيمور الشرقية            | TLS   | اللجنة البارالمبية الوطنية تيمور الشرقية                                        |         | [ 3 ]   |
| هونغ كونغ                | HKG   | اللجنة البارالمبية للصين هونج كونج                                              |         | [ 3 ]   |
| الهند                    | IND   | اللجنة البارالمبية الهندية                                                      | 1992    | [ 3 ]   |
| إندونيسيا                | INA   | اللجنة البارالمبية الوطنية الإندونيسية [الإنجليزية]                             | 1962    | [ 3 ]   |
| إيران                    | IRI   | اللجنة البارالمبية الوطنية الإيرانية ‏                                           | 2001    | [ 3 ]   |
| العراق                   | IRQ   | اللجنة البارالمبية الوطنية العراقية                                             |         | [ 3 ]   |
| اليابان                  | JPN   | اللجنة البارالمبية اليابانية                                                    | 1999    | [ 3 ]   |
| الأردن                   | JOR   | اللجنة البارالمبية الأردنية                                                     |         | [ 3 ]   |
| كازاخستان                | KAZ   | اللجنة البارالمبية الوطنية الكزاخستانية                                         |         | [ 3 ]   |
| كوريا الشمالية           | PRK   | اللجنة البارالمبية لجمهورية كوريا الشعبية الديمقراطية                           |         | [ 3 ]   |
| كوريا الجنوبية           | KOR   | اللجنة البارالمبية الكورية [الإنجليزية]                                         | 2006    | [ 3 ]   |
| الكويت                   | KUW   | اللجنة البارالمبية الكويتية                                                     |         | [ 3 ]   |
| قرغيزستان                | KGZ   | الاتحاد الوطني لذوي الاحتياجات الخاصة لجمهورية قيرغيزستان                       |         | [ 3 ]   |
| لاوس                     | LAO   | اللجنة البارالمبية اللاوسية                                                     |         | [ 3 ]   |
| لبنان                    | LIB   | اللجنة البارالمبية اللبنانية                                                    |         | [ 3 ]   |
| ماكاو                    | MAC   | اللجنة البارالمبية الماكاوية - الرابطة الرياضية الترفيهية لذي الاحتياجات الخاصة | 1979    | [ 3 ]   |
| ماليزيا                  | MAS   | المجلس البارالمبي الماليزي [الإنجليزية]                                         | 1989    | [ 3 ]   |
| جزر المالديف             | MDV   | اللجنة البارالمبية لجزر المالديف                                                | 2019    | [ 3 ]   |
| منغوليا                  | MGL   | اللجنة البارالمبية المنغولية                                                    |         | [ 3 ]   |
| ميانمار                  | MYA   | اتحاد الرياضات البارالمبية في ميانمار                                           |         | [ 3 ]   |
| نيبال                    | NEP   | اللجنة البارالمبية الوطنية النيبالية                                            | 2000    | [ 3 ]   |
| سلطنة عمان               | OMA   | اللجنة البارالمبية العمانية                                                     |         | [ 3 ]   |
| باكستان                  | PAK   | اللجنة البارالمبية الوطنية الباكستانية [الإنجليزية]                             | 1998    | [ 3 ]   |
| فلسطين                   | PLE   | اللجنة البارالمبية الفلسطينية                                                   | 2010    | [ 3 ]   |
| الفلبين                  | PHI   | اللجنة البارالمبية الفلبينية                                                    | 1997    | [ 3 ]   |
| قطر                      | QAT   | اللجنة البارالمبية القطرية                                                      |         | [ 3 ]   |
| السعودية                 | KSA   | اللجنة البارالمبية السعودية                                                     |         | [ 3 ]   |
| سنغافورة                 | SGP   | المجلس البارالمبي الوطني السنغافوري                                             | 2008    | [ 3 ]   |
| سريلانكا                 | SRI   | الاتحاد الوطني السريلانكي لرياضة ذوي الاحتياجات الخاصة                          |         | [ 3 ]   |
| سوريا                    | SYR   | اللجنة البارالمبية السورية                                                      |         | [ 3 ]   |
| Chinese Taipei           | TPE   | اللجنة البارالمبية لتايبيه الصينية                                              |         | [ 3 ]   |
| طاجيكستان                | TJK   | اللجنة البارالمبية الطاجيكستان                                                  |         | [ 3 ]   |
| تايلاند                  | THA   | اللجنة البارالمبية التايلاندية                                                  | 1985    | [ 3 ]   |
| تركمانستان               | TKM   | اللجنة البارالمبية الوطنية التركمانستانية                                       |         | [ 3 ]   |
| الإمارات العربية المتحدة | UAE   | اللجنة البارالمبية الإماراتية                                                   |         | [ 3 ]   |
| أوزبكستان                | UZB   | اللجنة البارالمبية الوطنية لأوزبكستان [الإنجليزية]                              |         | [ 3 ]   |
| فيتنام                   | VIE   | الجمعية البارالمبية الفيتنامية                                                  |         | [ 3 ]   |
| اليمن                    | YEM   | الجمعية البارالمبية اليمنية                                                     | 2015    | [ 3 ]   |

## المناطق
المصدر:
45 في 5 مناطق:
1. الشرق (8)
2. المركز (6)
3. الغرب (12)
4. الجنوب (8)
5. جنوب شرق (11)

## الفعاليات
- الألعاب الآسيوية البارالمبية
- الألعاب الآسيوية البارالمبية للشباب

متعلق ب:
- ألعاب غرب آسيا البارالمبية
- الألعاب البارالمبية الآسيوية
- ألعاب فيسبيك
- ألعاب فيسبيك للشباب

## الرياضات المعترف بها في اللجنة البارالمبية الآسيوية
27 رياضة في 1 يناير 2024.
1. النِّبالة البارالمبية - الاتحاد الآسيوي للنبالة (AAF)
2. ألعاب القوى لذوي الاحتياجات الخاصة - الاتحاد العالمي لألعاب القوى لذوي الاحتياجات الخاصة (WPA)
3. رياضة الريشة الطائرة - الاتحاد الآسيوي للريشة الطائرة (BAC)
4. البوتشيا - الاتحاد الدولي لرياضة البوتشيا (BISFed)
5. كرة السلة على الكراسي المتحركة - الاتحاد الدولي لكرة السلة على الكراسي المتحركة (IWBF)
6. بولينج بعشرة دبابيس - الاتحاد الآسيوي للبولينج (ABF)
7. رياضة الكانو البارالمبية - الاتحاد الآسيوي للكانوي (ACC)
8. الشطرنج - الاتحاد الآسيوي للشطرنج
9. رياضة ركوب الدراجات البارالمبية - الاتحاد الآسيوي للدراجات (ACC)
10. رياضة الرقص على الكراسي المتحركة - رياضة الرقص في آسيا (DSA)
11. كرة القدم للمكفوفين - الاتحاد الدولي لرياضات المكفوفين (IBSA)
12. كرة القدم للمصابين بالشلل الدماغي - الاتحاد الدولي لكرة القدم للمصابين بالشلل الدماغي (IFCPF)
13. جو - الاتحاد الدولي للعبة جو (IGF)
14. كرة الهدف - الاتحاد الدولي لرياضة المكفوفين (IBSA)
15. الجودو البارالمبي - الاتحاد الدولي لرياضة المكفوفين (IBSA)
16. البولينج على العشب - بطولة العالم للبولنج (WB)
17. رفع الأثقال لذوي الاحتياجات الخاصة - رفع الأثقال العالمي (WPPO)
18. رياضة التجديف - الاتحاد العالمي للتجديف (FISA)
19. رياضة الإبحار البارالمبي - بطولة العالم للإبحار (WS)
20. الرماية البارالمبية - اللجنة البارالمبية الدولية
21. السباحة البارالمبية - اللجنة البارالمبية الدولية
22. تنس الطاولة البارالمبي - الاتحاد الدولي لتنس الطاولة (ITTF)
23. الكرة الطائرة بوضعية الجلوس - بطولة العالم للكرة الطائرة بوضعية الجلوس (WPV)
24. المبارزة على الكراسي المتحركة - الاتحاد الدولي لرياضة الكراسي المتحركة والمبتورين (IWAS)
25. الرجبي على الكراسي المتحركة - الاتحاد الدولي للرجبي على الكراسي المتحركة
26. كرة المضرب على الكراسي المتحركة - الاتحاد الدولي لكرة المضرب (ITF)
27. البارا تايكوندو - الاتحاد الآسيوي للتايكوندو (ATU)

## ملخص الفعاليات
| # | الألعاب                                       | المضيف                   | البلدان | المتنافسون | الرياضات | الفعاليات | البطل   |
| - | --------------------------------------------- | ------------------------ | ------- | ---------- | -------- | --------- | ------- |
| 1 | الألعاب الآسيوية البارالمبية للشباب 2009 (1)  | اليابان                  | 24      | 466        | 5        | 219       | اليابان |
| 2 | الألعاب الآسيوية البارالمبية 2010 (1)         | الصين                    | 41      | 2,405      | 19       | 341       | الصين   |
| 3 | الألعاب الآسيوية البارالمبية للشباب 2013 (2)  | ماليزيا                  | 29      | 723        | 14       | 235       | اليابان |
| 4 | الألعاب الآسيوية البارالمبية 2014 (2)         | كوريا الجنوبية           | 41      | 2,497      | 23       | 443       | الصين   |
| 5 | الألعاب الآسيوية البارالمبية للشباب 2017 (1)  | الإمارات العربية المتحدة | 30      | 800        | 7        | 252       | اليابان |
| 6 | الألعاب الآسيوية البارالمبية 2018 (1)         | إندونيسيا                | 43      | 2,757      | 18       | 506       | الصين   |
| 7 | الالعاب البارالمبية الآسيوية للشباب 2021 ‏ (1) | البحرين                  | 30      | 750        | 9        | 198       | إيران   |
| 8 | الألعاب الآسيوية البارالمبية 2022 (1)         | الصين                    | 44      | 3,100      | 22       | 501       | الصين   |

- الألعاب الآسيوية البارالمبية (2010–2022) (4) 1,791 فعالية
- الألعاب الآسيوية البارالمبية (2009–2021) (4) 904 فعاليات
- المجموع : 8 ألعاب (2009–2022): 2,695 فعالية

## الميداليات (2009–2023)
1. الألعاب البارالمبية الآسيوية الصيفية (2010-2022) (النسخة الرابعة) 1,791 فعالية
2. الألعاب الآسيوية البارالمبية للشباب (2009-2021) (النسخة الرابعة) 904 فعاليات

  *   البلد المضيف (مضيف)
| المرتبة | فريق                           | ذهبية | فضية | برونزية | المجموع |
| ------- | ------------------------------ | ----- | ---- | ------- | ------- |
| 1       | الصين (CHN)                    | 820   | 490  | 345     | 1655    |
| 2       | اليابان (JPN)                  | 334   | 293  | 317     | 944     |
| 3       | إيران (IRI)                    | 295   | 298  | 241     | 834     |
| 4       | كوريا الجنوبية (KOR)           | 234   | 219  | 242     | 695     |
| 5       | تايلاند (THA)                  | 172   | 203  | 239     | 614     |
| 6       | أوزبكستان (UZB)                | 122   | 69   | 64      | 255     |
| 7       | إندونيسيا (INA)                | 112   | 116  | 133     | 361     |
| 8       | هونغ كونغ (HKG)                | 83    | 94   | 108     | 285     |
| 9       | ماليزيا (MAS)                  | 80    | 103  | 124     | 307     |
| 10      | الهند (IND)                    | 77    | 103  | 135     | 315     |
| 11      | العراق (IRQ)                   | 67    | 59   | 69      | 195     |
| 12      | كازاخستان (KAZ)                | 45    | 67   | 68      | 180     |
| 13      | فيتنام (VIE)                   | 40    | 38   | 61      | 139     |
| 14      | تايبيه الصينية (TPE)           | 34    | 41   | 67      | 142     |
| 15      | الإمارات العربية المتحدة (UAE) | 29    | 39   | 21      | 89      |
| 16      | الأردن (JOR)                   | 24    | 15   | 13      | 52      |
| 17      | الفلبين (PHI)                  | 22    | 28   | 32      | 82      |
| 18      | السعودية (KSA)                 | 20    | 21   | 33      | 74      |
| 19      | سنغافورة (SIN)                 | 20    | 20   | 22      | 62      |
| 20      | سريلانكا (SRI)                 | 15    | 26   | 26      | 67      |
| 21      | الكويت (KUW)                   | 9     | 20   | 13      | 42      |
| 22      | باكستان (PAK)                  | 9     | 3    | 11      | 23      |
| 23      | البحرين (BHR)                  | 5     | 15   | 9       | 29      |
| 24      | عمان (OMA)                     | 5     | 11   | 3       | 19      |
| 25      | منغوليا (MGL)                  | 5     | 8    | 17      | 30      |
| 26      | مينمار (MYA)                   | 4     | 9    | 15      | 28      |
| 27      | فلسطين (PLE)                   | 3     | 3    | 1       | 7       |
| 28      | قطر (QAT)                      | 3     | 1    | 3       | 7       |
| 29      | سوريا (SYR)                    | 2     | 8    | 12      | 22      |
| 30      | تيمور الشرقية (TLS)            | 2     | 1    | 1       | 4       |
| 31      | بروناي (BRU)                   | 1     | 2    | 4       | 7       |
| 32      | قيرغيزستان (KGZ)               | 1     | 2    | 1       | 4       |
| 33      | نيبال (NEP)                    | 1     | 1    | 2       | 4       |
| 34      | لاوس (LAO)                     | 1     | 0    | 0       | 1       |
| 35      | لبنان (LBN)                    | 0     | 5    | 1       | 6       |
| 36      | ماكاو (MAC)                    | 0     | 3    | 6       | 9       |
| 37      | كوريا الشمالية (PRK)           | 0     | 3    | 3       | 6       |
| 38      | تركمانستان (TKM)               | 0     | 2    | 4       | 6       |
| 39      | كوريا (COR)                    | 0     | 1    | 1       | 2       |
| 40      | كمبوديا (CAM)                  | 0     | 1    | 0       | 1       |
| 41      | طاجيكستان (TJK)                | 0     | 0    | 3       | 3       |
| 42      | اليمن (YEM)                    | 0     | 0    | 2       | 2       |
| المجموع | المجموع                        | 2696  | 2441 | 2472    | 7609    |

## إدارة

### رؤساء اللجنة البارالمبية الآسيوية
| لا. | الاسم         | اللجنة البارالمبية الوطنية | الفترة                         |
| --- | ------------- | -------------------------- | ------------------------------ |
| 1.  | زينل أبو زرين | ماليزيا                    | 30 أكتوبر 2002 – 3 ديسمبر 2014 |
| 2.  | ماجد راشد     | الإمارات العربية المتحدة   | 3 ديسمبر 2014 – حتى الآن       |

### المجلس التنفيذي
فيما يلي مجلس إدارة اللجنة البارالمبية الآسيوية للفترة 2019 - 2023.
| التعيين                                                         | الاسم                    | اللجنة البارالمبية الوطنية |
| --------------------------------------------------------------- | ------------------------ | -------------------------- |
| الرئيس                                                          | ماجد راشد                | الإمارات العربية المتحدة   |
| نائب الرئيس                                                     | ماسايوكي ميزونو          | اليابان                    |
| نائب الرئيس                                                     | آنسة. تشاو سو جينغ       | الصين                      |
| نائب الرئيس                                                     | آنسة. جانغ هيانغ سوك     | كوريا الجنوبية             |
| العضو العام                                                     | عبد الرحيم الشيخ         | السعودية                   |
| العضو العام                                                     | كينج تشوان نج            | ماليزيا                    |
| رئيس لجنة رياضيي اللجنة البارالمبية الآسيوية                    | جيونج مين لي             | كوريا الجنوبية             |
| رئيس اللجنة الرياضية النسائية في اللجنة البارالمبية الآسيوية    | السيدة ناسانبات أويونبات | منغوليا                    |
| رئيس اللجنة الطبية وعلوم الرياضة في اللجنة البارالمبية الآسيوية | د. هاسوك باي             | كوريا الجنوبية             |
| رئيس لجنة تطوير الألعاب والرياضة في اللجنة البارالمبية الآسيوية | السيدة ليزلي فونغ        | هونغ كونغ                  |
| الممثلون الإقليميون الفرعيون                                    |                          |                            |
| جنوب شرق آسيا                                                   | مايكل باريدو             | الفلبين                    |
| غرب آسيا                                                        | عبد الرزاق بني رشيد      | الإمارات العربية المتحدة   |
| آسيا الوسطى                                                     | د. رستم باباييف          | كازاخستان                  |
| شرق آسيا                                                        | مانابو اسو               | اليابان                    |
| جنوب آسيا                                                       | عمران الشامي             | باكستان                    |
| المدير التنفيذي                                                 | طارق السويعي             | الإمارات العربية المتحدة   |

### اللجان
| لجنة                                                       | رئيس مجلس الإدارة        | اللجنة البارالمبية الوطنية |
| ---------------------------------------------------------- | ------------------------ | -------------------------- |
| لجنة الرياضيين في اللجنة البارالمبية الآسيوية              | جونغ مين لي              | كوريا الجنوبية             |
| اللجنة الرياضية النسائية في اللجنة البارالمبية الآسيوية    | السيدة ناسانبات أويونبات | منغوليا                    |
| اللجنة القانونية والأخلاقية في اللجنة البارالمبية الآسيوية | كينج تشوان نج            | ماليزيا                    |
| اللجنة الطبية وعلوم الرياضة في اللجنة البارالمبية الآسيوية | الدكتور هاسوك باي        | كوريا الجنوبية             |
| لجنة تطوير الألعاب والرياضة في اللجنة البارالمبية الآسيوية | السيدة ليزلي فونج        | هونغ كونغ                  |

## البطولات المنظمة
- الألعاب الآسيوية البارالمبية
- الألعاب الآسيوية البارالمبية للشباب

## حدث تابع
- ألعاب آسيان البارالمبية

## وصلات خارجية
- اللجنة البارالمبية الآسيوية - الموقع الرسمي